# Jean-Pierre Charbonneau
Pour les articles homonymes, voir Charbonneau.
Jean-Pierre Charbonneau, né le 3 janvier 1950 à Saint-Eustache, est un journaliste et un homme politique québécois. Il a été député du Parti québécois de 1976 à 1989 et de 1994 à 2006. Il a été président de l'Assemblée nationale de 1996 à 2002 et ministre de 2002 à 2003.

## Biographie

### Jeunesse
Jean-Pierre Charbonneau est le fils de Denis Charbonneau, travailleur de la construction et plus tard concierge, et de Marie-Reine Campeau, employée de banque et plus tard fonctionnaire de la Ville de Montréal. Il est l'aîné de quatre enfants. Son père est un passionné de scoutisme et l'initie tôt aux valeurs scoutes. À 16 ans, il commence à pratiquer intensivement le judo, premier de plusieurs arts martiaux qu'il continuera de pratiquer au cours de sa vie. Sur le plan politique, ses parents militent activement pour le parti de l'Union nationale lors des campagnes électorales des années 1960 et le jeune Jean-Pierre est fervent fédéraliste. Il étudie les sciences sociales au cégep Ahuntsic de Montréal, de 1967 à 1968. Il est élu comme président de l'association des étudiants du Collège. C'est à cette époque qu'il s'intéresse plus sérieusement à la politique et devient souverainiste. Il adhère tôt au Parti québécois, peu après la fondation de celui-ci en 1968. En 1969, il s'inscrit à l'Université de Montréal en criminologie et y obtient un baccalauréat en 1972[réf. nécessaire]. Il collabore au journal étudiant de l'université, Le Quartier latin. C'est au cours de ces études universitaires qu'il décide qu'il fera carrière en journalisme.

### Journaliste d'enquête
Pendant l'été de 1970, il occupe un emploi de journaliste stagiaire au journal La Presse, de Montréal. Il y travaille avec le journaliste Michel Auger, qui y est responsable des affaires policières et criminelles et qui lui fait partager ses sources d'information. Ensemble, ils rédigent une série d'articles sur la mafia montréalaise. Toutefois, la direction de La Presse refuse de publier ces articles.
En février 1971, lassé des études, il quitte l'université et sollicite un emploi au journal Le Devoir, de Montréal, où il est engagé par le directeur, Claude Ryan. Il y devient journaliste en affaires criminelles après avoir collaboré à la radio CKAC[réf. nécessaire]. De 1970 à 1976, il couvre les affaires criminelles et judiciaires à Montréal. Le premier dossier majeur qu'on lui confie au Devoir consiste à enquêter sur la situation qui règne à cette époque dans la municipalité de Saint-Léonard. Il signe ainsi sur ce sujet sa première série d'articles au mois d'août 1971. Sa deuxième enquête porte sur le directeur de la police de Montréal et le monde interlope et est publiée en janvier 1972. Dans la foulée, le gouvernement du Québec décide de confier à la Commission de police le mandat d'enquêter sur le crime organisé, ce qui constituera l'origine de la Commission d'enquête sur le crime organisé (CECO). Charbonneau couvre alors pendant plusieurs années les audiences de la CECO. Durant cette période, il signe presque quotidiennement des articles sur l'organisation de la mafia et mène ce qu'il qualifiera de « véritable croisade » contre l'organisation Cotroni. Il est également le vice-président du syndicat des journalistes du Devoir.
Le 1er mai 1973, il est la victime d'un attentat perpétré dans la salle de rédaction du Devoir par Antonio (« Tony ») Mucci, un membre de la mafia montréalaise. Des trois balles tirées dans sa direction, une seule l'atteint, à l'avant-bras. Sa main gauche en est paralysée mais après plusieurs mois de physiothérapie, il en retrouve l'usage. Pour se protéger, il obtient un permis de port d'arme et, pendant les trois années suivantes, il se déplace avec un calibre 38.
En 1975, ses recherches sur le crime organisé le mènent à publier le livre La Filière canadienne, ouvrage qui connaît un bon succès de librairie et qui lui vaut une reconnaissance dans son métier ainsi que le prix Beccaria de la Société de criminologie du Québec.
En février 1976, il revient au journal La Presse, dont la direction a décidé de former une équipe de journalistes spécialisée composée de Charbonneau et de Michel Auger. Au printemps de 1976, à la demande du juge Dutil, qui est à ce moment le président de la CECO, il rédige la partie du rapport de la CECO qui porte sur la mafia.

### Politique
Lorsque, le 18 octobre 1976, le premier ministre Bourassa annonce le déclenchement d'élections générales, Jean-Pierre Charbonneau décide de se présenter comme candidat pour le Parti québécois. Il est élu député dans la circonscription de Verchères à l'élection du 15 novembre 1976, lors de laquelle le Parti québécois déloge le Parti libéral et accède au pouvoir.
Il publie des textes en faveur de la souveraineté-association du Québec. En 1978, il est le coauteur avec le député Gilbert Paquette du livre L'Option, dans lequel les auteurs analysent la situation politique canadienne et expliquent le modèle de la souveraineté-association.
Charbonneau est réélu député de Verchères lors de l'élection générale du 13 avril 1981. Fervent admirateur de René Lévesque, Charbonneau le seconde avec zèle lorsque, à partir de décembre 1981, Lévesque entreprend à l'intérieur du Parti québécois une purge contre les partisans « purs et durs » de l'indépendance du Québec. Le 19 décembre 1981, Lévesque nomme Charbonneau président d'une commission parlementaire spéciale de l'Assemblée nationale chargée de revoir les orientations de la Loi sur la protection de la jeunesse, commission qui dépose son rapport à l'Assemblée nationale en novembre 1982. Le 9 mars 1983, Lévesque annonce la création d'un Secrétariat à la Jeunesse et nomme Charbonneau adjoint parlementaire et responsable de ce secrétariat. L'expérience se révèle toutefois pénible pour Charbonneau, qui se voit imposer par Lévesque des nominations partisanes aux différents postes du secrétariat. Considérant ne pas avoir de véritable responsabilité au sein de l'organisme, il démissionne comme responsable du secrétariat le 12 octobre 1983. Le 15 mars 1984, il est nommé président de la commission parlementaire permanente de l'éducation et de la main d'œuvre. Lorsqu'à l'automne 1984 Lévesque accentue davantage son orientation fédéraliste, Charbonneau l'appuie. Mais, à la suite du départ des ministres souverainistes, il est amèrement déçu d'être ignoré par Lévesque dans le remaniement du conseil des ministres. Lors de l'élection à la direction du Parti québécois de 1985, il appuie Pierre-Marc Johnson pour succéder à Lévesque au poste de chef du Parti québécois et conséquemment à celui de premier ministre. Son espoir d'accéder au conseil des ministres formé par Johnson est toutefois déçu.
Jean-Pierre Charbonneau est de nouveau réélu député de Verchères lors de l'élection générale du 2 décembre 1985, bien qu'au niveau national son parti perd l'élection et se retrouve dans l'opposition. Il est porte-parole de l'opposition en matière d'aide sociale, d'environnement et de protection de la jeunesse. À l'été de 1987, amer d'avoir suivi ses chefs sans avoir obtenu la récompense espérée, las de la politique, il décide qu'il ne se représentera pas comme député lors de la prochaine élection et il songe à partir pour l'Afrique. Il obtient à l'Organisation canadienne de solidarité et de développement (OCSD), une organisation non gouvernementale d'aide au développement, un poste de responsable régional au Rwanda. À l'approche de l'élection générale du 25 septembre 1989, il annonce publiquement sa décision.
En juillet 1989, il s'installe à Kigali avec sa femme et ses deux fils. Il se plaît dans cet emploi mais son mandat, qui devait être de deux ans, est écourté car, en septembre 1990, la guerre éclate au Rwanda et en octobre les ressortissants étrangers sont évacués.
De retour au Québec, il présente, le 20 novembre 1990, un mémoire à la Commission sur l'avenir politique et constitutionnel du Québec (commission Bélanger-Campeau), mise sur pied sous le gouvernement libéral de Robert Bourassa. Il y préconise l'approche qui était celle de l'ex-premier ministre René Lévesque, celle de la souveraineté-association, c'est-à-dire une réforme du Canada sur un modèle de type confédéral. Sur le plan personnel, son couple étant en difficulté depuis un certain temps, sa femme et lui divorcent. En 1991, il enseigne le Tai Ji Chuan dans la Montérégie. Il se remet au journalisme, mais cette fois comme commentateur plutôt que comme reporter. Ainsi, de 1991 à 1993, il signe une chronique politique dans L'Œil régional, un journal hebdomadaire de la Vallée du Richelieu, et il coanime avec Denis Coderre une émission quotidienne de débat politique à la station de radio CKVL. Parallèlement, à partir de 1992, il participe à une relance d'Oxfam-Québec, organisme d'aide au développement qui se trouve alors en mauvaise posture. Il en devient le président. Pendant son mandat, Oxfam-Québec fusionne avec l'OCSD, en 1993.
À l'approche de l'élection générale du 12 septembre 1994, il fait un retour en politique active. Il quitte alors son émission de radio ainsi que la présidence d'Oxfam-Québec et se présente comme candidat du Parti québécois dans la circonscription de Borduas, une nouvelle circonscription formée d'une partie de celle de Verchères, qui était devenue trop populeuse. Il y est élu député et siège de nouveau du côté ministériel, puisqu'au niveau national l'élection est remportée par le Parti québécois, maintenant dirigé depuis 1988 par Jacques Parizeau. Il est vice-président de la commission parlementaire permanente de l'agriculture, des pêcheries et de l'alimentation, du 1er décembre 1994 au 12 mars 1996.

### Président de l'Assemblée nationale
Le 12 mars 1996, il est élu président de l'Assemblée nationale du Québec, à l'unanimité des députés. Il occupe cette fonction pendant six ans. Louise Harel lui succède le 30 janvier 2002.
Il est réélu député lors de l'élection générale du 30 novembre 1998 avec Lucien Bouchard.
Charbonneau a occupé diverses positions au sein du gouvernement québécois. Il a été ministre délégué aux Affaires intergouvernementales canadiennes du 30 janvier 2002 au 29 avril 2003 et ministre responsable de la Réforme électorale et parlementaire du 13 mars 2002 au 29 avril 2003. De plus, il a occupé les postes de président de l'Assemblée parlementaire de la Francophonie et président de la Fondation Charles-Bonenfant.
Le 21 mars 2002, il annonce la création d'un secrétariat à la réforme des institutions démocratiques. Il admire le système républicain de la France et des États-Unis.
Il est réélu député, pour la sixième fois, lors de l'élection générale du 14 avril 2003. Le parti québécois se trouvant dans l'opposition, Charbonneau devient porte-parole de l'opposition officielle en matière de santé. Il est vice-président de la commission parlementaire des affaires sociales du 6 juin 2003 au 3 novembre 2004 et de nouveau vice-président de la commission parlementaire de l'agriculture, des pêcheries et de l'alimentation du 3 novembre 2004 au 15 novembre 2006. En 2005, il signe le manifeste pour un Québec solidaire. Il appuie Pauline Marois dans l'élection à la direction du Parti québécois de 2005.
Le 18 août 2006, Charbonneau annonce qu'il prend sa retraite de la politique le 15 novembre 2006, soit trente ans jour pour jour après sa première élection à l'Assemblée nationale du Québec. Il se dit « fatigué de guerroyer » et invoque le rythme, devenu pour lui difficile à supporter, de la vie politique. Son départ n'est pas lié à l'arrivée d'André Boisclair ; cependant, il n'était pas toujours sur la même longueur d'onde avec le chef péquiste, qui n'aurait pas empêché son départ

### Parcours après la politique active
Après son retrait de la politique active, il redevient commentateur politique dans les médias, entre autres à l'émission quotidienne de télévision Le Club des ex, de la chaîne d'information RDI.
Il a publié une autobiographie en 2007.
Il devient président du Mouvement démocratie nouvelle et lutte pendant plusieurs années pour une réforme du mode de scrutin,.
Le fonds d'archives de Jean-Pierre Charbonneau est conservé à la Bibliothèque de l'Assemblée nationale du Québec.

## Publications
- 2007 - À découvert
- 1978 - L'option (avec Gilbert Paquette)
- 1975 - La filière canadienne

## Distinctions
- Médaille de l'Assemblée nationale, 2006[45]
- Médaille d'honneur de l'Assemblée nationale, 2014[46]